# Nanosy
Nanosy (biał. Наносы; ros. Наносы) − wieś na Białorusi, w obwodzie mińskim, w rejonie miadzielskim, w sielsowiecie Narocz.

## Historia
W czasach zaborów wieś i karczma w gminie Zanarocz, w powiecie święciańskim, w guberni wileńskiej Imperium Rosyjskiego. W 1866 roku wieś liczyła 37 mieszkańców w 4 domach; karczma liczyła 4 mieszkańców (Żydów) w 1 domów. W 1905 roku liczyła 124 mieszkańców, 107 dziesięcin.
Po I wojnie światowej pod administracją polską, w Zarządzie Cywilnym Ziem Wschodnich. W latach 1920–1922 w składzie Litwy Środkowej.
Od 11 kwietnia 1922 wieś leżała w Polsce, w województwie wileńskim, w powiecie święciańskim, od 1926 roku w powiecie postawskim, w gminie Kobylnik.
W 1931 wieś w 15 domach zamieszkiwało 78 osób.
W 1938 roku miejscowość należała do gromady Syrmierz gminy Kobylnik.
Do 1945 w Polsce. Od 1946 roku w granicach Związku Sowieckiego. Od 1991 w niepodległej Białorusi.